# عبد الرحمن عبدي باشا
عبد الرحمن عبدي باشا ("عبدي" كان اسم قلمي؛ ولد عام 1630 - توفي في آذار 1692)، كان مسؤولًا ومؤرخًا عثمانيًا. شغل منصب وزير الكبة وحاكمًا لعدة مقاطعات، وعمل مؤرخًا رسميًا لبلاط محمد الرابع (حكم من 1648 إلى 1687). كتب عبد الرحمن عبدي سردًا للأحداث التي تغطي الفترة من 1648 إلى 1682، والمعروف باسم تاريخ نشانجي عبد الرحمن باشا. كما كتب عبد الرحمن عبدي الشعر وكان مؤلفًا لتعليقات على كتاب بندنامه لفريد الدين العطار النيسابوري وعلى قصائد عرفي الشيرازي.